# Kammerchor Stuttgart
Der Kammerchor Stuttgart ist ein professioneller Kammerchor mit Sitz in Stuttgart. Er wurde 1968 von Frieder Bernius, der ihn bis heute leitet, noch während seines Musikstudiums gegründet. Der Chor tritt je nach Programm in wechselnden Besetzungen vom 16-stimmigen Vokalensemble bis zum 80 Stimmen umfassenden Oratorienchor auf. Der Chor ist als Projektchor organisiert; zu den etwa zehn Chorprojekten im Jahr werden jeweils professionelle Sänger eingeladen. Der Chor gilt als eines der führenden Ensembles seiner Art in Deutschland.
Das Ensemble erhält Einladungen zu allen wichtigen europäischen Festivals und konzertiert in renommierten Konzerthäusern. Es war zum 1., 4., und 10. Weltsymposion für Chormusik nach Wien, Sydney und Seoul eingeladen. Seine weltweite Reputation dokumentieren regelmäßige Nordamerika- und Asientourneen seit 1988 sowie eine Südamerika-Tournee. Seit 1984 ist das Spitzenensemble zudem alle zwei Jahre in Israel zu Gast, so auch wieder im September 2015 im Rahmen der 50-jährigen diplomatischen Beziehungen zwischen Deutschland und Israel.
Das Repertoire des Chores reicht von Alter Musik über die Musik der Romantik bis hin zur Musik der Gegenwart. Beim barocken und klassischen Repertoire arbeitet der Chor eng mit dem 1982 ebenfalls von Frieder Bernius gegründeten Barockorchester Stuttgart bzw. mit der Hofkapelle Stuttgart zusammen. Der Chor nahm an allen wichtigen europäischen Chorfestivals teil und wurde regelmäßig zu Konzerttourneen ins In- und Ausland eingeladen. Von den über 70 Schallplatten- und CD-Einspielungen wurden viele mit dem Preis der deutschen Schallplattenkritik, dem Edison oder dem Diapason d’or ausgezeichnet. 
Der Kammerchor Stuttgart gestaltete ferner eine große Zahl von Uraufführungen zeitgenössischer Kompositionen, u. a. von Theodor W. Adorno, Heimo Erbse, Johann Nepomuk David, Karl Michael Komma, Karl Marx, Arthur Dangel, Volker Plangg, Augustinus Franz Kropfreiter, Gerald Bennett, Albrecht Imbescheid, Winfried Toll, David Kosviner und Charlotte Seither.